# Fuerzas terrestres kazajas
Las Fuerzas Terrestres de Kazajistán (en kazajo: Қазақстан Құрлық әскерлері, Qazaqstan Qūrlyq äskerlerı; en ruso: Сухопутные войска Казахстана) son la rama de servicio terrestre de las Fuerzas Armadas de la República de Kazajistán. Es una de las tres ramas militares uniformadas y es la más antigua en orden de precedencia dentro del ejército kazajo. Las principales tareas de las Fuerzas Terrestres incluyen las siguientes: mantener la preparación de las tropas para repeler la agresión, la defensa armada de la integridad territorial y soberanía de Kazajistán, proteger las instalaciones estatales y militares, y participar en misiones de mantenimiento de la paz. En sus funciones, se dedica principalmente a la guerra terrestre y operaciones de armas combinadas, incluyendo operaciones blindadas y mecanizadas, así como operaciones aerotransportadas y de asalto aéreo. Está dirigida por un oficial militar de alto rango, el Comandante de las Fuerzas Terrestres, quien también es miembro del Estado Mayor General.

## Historia

### Era soviética
En la década de 1960, muchas unidades de gran tamaño del Distrito Militar de Turkestán fueron redeployadas de la RSS de Turkmenistán a Kazajistán Oriental. Justo antes de su disolución, el 40.º Ejército (Unión Soviética), anteriormente el 32.º Ejército, estaba compuesto por la 78.ª División de Tanques, la Base 5202 para Almacenamiento de Armas y Equipamiento (antes de 1989, la 71.ª División de Infantería Motorizada), la Base 5203 de Almacenamiento en Ust-Kamenogorsk (antes de 1989, la 155.ª División de Infantería Motorizada), la Base 5204 en Karaganda (antes de 1989, la 203.ª División de Infantería Motorizada Zaporozhye Khingan), la 69.ª División de Tanques y la 10.ª Área Fortificada. Tanto la 69.ª División de Tanques como la 10.ª Área Fortificada fueron disueltos en 1992.
La 57.ª Brigada Aerotransportada Separada con sede en Aktogay, Región de Kazajistán Oriental, fue la única unidad de las Fuerzas Aerotransportadas Soviéticas con base en Kazajistán.

### Post-Independencia
El Ejército de Kazajistán fue fundado el 9 de abril de 1993, por orden del Ministro de Defensa Sagadat Nurmagambetov. Esto siguió a la promulgación de la ley "Sobre la Defensa y las Fuerzas Armadas de la República de Kazajistán", que es la base legal para las estructuras militares kazajas. La antigua estructura de tropas soviéticas fue preservada, con el Ejército de Kazajistán compuesto por la 32.ª División del Ejército Soviético, que había estado sirviendo en la República Socialista Soviética de Kazajistán durante muchos años antes de pasar al control del gobierno kazajo en mayo de 1992. Ese mismo mes, sobre la base de la Base de Almacenamiento de Equipos Militares 5203 (anteriormente la 155.ª División de Infantería Motorizada), se reformó el 511.º Regimiento de Infantería Motorizada con despliegue en el asentamiento Georgievka, Región de Semipalatinsk.
A mediados de la década de 1990, las Fuerzas Terrestres de Kazajistán incluían el I Cuerpo de Ejército (con sede en Semipalatinsk), la 68.ª División de Infantería Motorizada (Sary-Ozek en la Provincia de Kyzylorda), con 2 regimientos de infantería motorizada y uno de tanques, y la 78.ª División de Tanques (con sede en Ayaguz). El IISS informó que a partir del 1 de junio de 1995, las fuerzas terrestres kazajas incluían una sede de cuerpo de ejército; una división de tanques; una brigada de artillería; dos divisiones de infantería motorizada (una de entrenamiento); un regimiento de artillería; un regimiento de infantería motorizada independiente; una brigada de lanzacohetes múltiples con BM-21 y 9P140 "Urugan"; y una brigada de asalto aéreo. Mientras que la 68.ª División fue llamada una formación de infantería motorizada, en términos de equipo tenía casi 300 tanques y alrededor de 500 vehículos de combate blindados. La 78.ª División de Tanques tenía 350 tanques, 290 vehículos de combate blindados y 150 piezas de artillería. El Centro de Entrenamiento de la Guardia 210 (a menudo llamado la División de Guardias por fuentes kazajas), tenía 6,000 soldados y oficiales, 220 tanques y 220 piezas de artillería, por lo que era una división reforzada. En 1997, se creó el II Cuerpo de Ejército con sede en Almaty, bajo el cual se transfirieron todas las unidades y formaciones en las regiones de Almaty, Zhambyl y Sur de Kazajistán.
El 17 de noviembre de 1997, se formaron las Fuerzas de Propósito General. En 2000, sobre la base de la 35.ª Brigada de Asalto Aerotransportado de la Guardia, se crearon las Fuerzas Móviles de las Fuerzas Armadas, que en 2003 fueron renombradas como Fuerzas Aeromóviles como parte de las Fuerzas Terrestres. En 2015, las Tropas Aeromóviles fueron renombradas como Tropas de Asalto Aéreo. Desde 2002, las fuerzas terrestres han comenzado la transición a una estructura de brigada. En este sentido, hubo un proceso de disolución de divisiones y la creación de brigadas sobre la base de regimientos.

## Estructura

### Comandos regionales
El 6 de julio de 2000, se crearon los distritos militares (әскери округтер) para controlar las fuerzas terrestres:
- Distrito Militar Central (sede en Karaganda)
- Distrito Militar Oriental (sede en Semey)
- Distrito Militar Occidental (sede en Atyrau)
- Distrito Militar del Sur (sede en Taraz)

El Distrito Militar Oriental se formó sobre la base de la administración del I Cuerpo de Ejército. La Dirección del Distrito Militar del Sur (Unidad Militar 03858) fue creada en Taraz el 15 de septiembre de 2000, sobre la base de la dirección del II Cuerpo de Ejército y la Dirección de las Fuerzas Terrestres. El 7 de mayo de 2003, los distritos militares fueron renombrados como comandos regionales (өңірлік қолбасшылықтар). Actualmente, las fuerzas terrestres incluyen cuatro comandos regionales:
- Comando Regional "Astana" (sede en Karaganda)
- Comando Regional "Este" (sede en Semey)
- Comando Regional "Oeste" (sede en Atyrau)
- Comando Regional "Sur" (sede en Taraz)

Cada uno de los comandos tiene la siguiente composición general:
- Una división mecanizada (compuesta por tres regimientos de tanques y un regimiento de artillería)
- Una división de infantería motorizada (compuesta por una brigada de tanques, dos regimientos de infantería motorizada y un regimiento de artillería)
- Un centro de entrenamiento con dos regimientos de infantería motorizada
- Un regimiento de entrenamiento de infantería motorizada
- Un regimiento de entrenamiento de tanques
- Un regimiento de artillería
- Tres brigadas independientes de infantería motorizada
- Dos brigadas de artillería
- Una brigada de ingenieros

#### Región de Comando "Astana"
Se encuentra dentro de los límites administrativos de Akmola, Provincia de Karaganda, Provincia de Kostanay y Provincia de Kazajistán Septentrional. El comando actúa como reserva del Comandante Supremo. El distrito incluye las siguientes unidades:
- 7.ª Brigada de Infantería Motorizada Separada en Karaganda
- Regimiento de Reconocimiento en Aktas
- 401.ª Brigada de Artillería de Cañones en Ungurtas
- 402.ª Brigada de Artillería de Cohetes en Priozersk
- 403.ª Brigada de Artillería Antitanque en Priozersk
- Centro de Entrenamiento para la Formación de Combatientes Jóvenes y la Reserva en Spassk
- Centro de Entrenamiento de Misiles y Artillería en Priozersk

El comando ha tenido los siguientes comandantes:
- General de Brigada Vladimir Shatsky (abril de 2008–?)
- Coronel Mereke Kuchekbaev (desde el 9 de enero de 2020)[15]

#### Comando Regional "Este"
Se encuentra dentro de los límites administrativos de Kazajistán Oriental y la Provincia de Pavlodar (Familias, Ust-Kamenogorsk, George y Ayagoz Usharalsky Garrisons). El Distrito tiene las siguientes unidades:
- 3.ª Brigada Mecanizada (anteriormente la 78.ª División de Tanques) en Ayaguz
- 3.ª Brigada de Infantería Motorizada Separada en Usharal (Unidad Militar No.40398, formada sobre la base de un regimiento de infantería motorizada de la 155.ª División de Infantería Motorizada)
- 4.ª Brigada Mecanizada en Novo-Akhmirovo, Ust-Kamenogorsk (Unidad Militar No.27943)
- 8.ª Brigada Mecanizada en Semey. El 14 de noviembre de 2016, la brigada, Unidad Militar 30217, celebró el 27.º aniversario de su origen, la 71.ª División de Infantería Motorizada.
- 11.ª Brigada de Tanques en Ayagoz
- 34.ª Brigada de Artillería en Usharal
- 101.ª Brigada de Misiles en Semey
- 102.ª Brigada de Artillería de Cohetes en Semey
- 103.ª Brigada de Artillería de Cañones en Semey
- Regimiento de Reconocimiento Separado en Semey
- Brigada de Comunicaciones Separada en Semey
- Brigada de Artillería
- Brigada de Misiles de Defensa Aérea
- Tres Bases de Almacenamiento

El comando ha tenido los siguientes comandantes:
- Teniente General Nikolai Pospelov (septiembre de 2008–?)
- General de Brigada Asan Zhusupov (desde septiembre de 2019)

#### Comando Regional "Oeste"
Se encuentra dentro de los límites administrativos de la Provincia de Kazajistán Occidental, Provincia de Aktobe, Provincia de Atyrau y Provincia de Mangystau. La tarea principal es garantizar la integridad de las fronteras estatales, la integridad territorial, la soberanía y los intereses económicos de Kazajistán en el sector kazajo del Mar Caspio. El Distrito tiene las siguientes unidades:
- 100.ª Brigada de Artillería en Aktobe (reportadamente la antigua 2028ª VKhVT con в/ч 32355)
- Batallón de Infantería Motorizada Separado en Aktobe
- 390.ª Brigada de Infantería de Marina de Guardias en Aktau
- Regimiento de Reconocimiento Separado en Atyrau
- Batallón de Infantería Motorizada Separado en Beineu
- Brigada de Infantería Motorizada Separada
- Brigada de Artillería

El comando ha tenido los siguientes comandantes:
- General Alimzhan Erniyazov (6 de noviembre de 2008 – 28 de julio de 2009)
- General de Brigada Aldiyarov Nurlan Kapanovich (6 de mayo de 2021 – 9 de junio de 2022)
- General de Brigada Ospanov Daulet Ryskulbekovich (9 de junio de 2022)

#### Comando Regional "Sur"
Se encuentra dentro de los límites administrativos de la Provincia de Almaty, Provincia de Zhambyl, Provincia de Kazajistán Meridional y Provincia de Kyzylorda. La tarea principal del distrito es garantizar la seguridad en las fronteras sureste del país. El Distrito incluye lo siguiente:
- 5.ª Brigada de Rifles de Montaña en Taraz
- Batallón de Infantería Motorizada Separado en Lugovoi
- Batallón de Tanques Separado en Lugovoi
- Batallón de Reconocimiento Separado en Lugovoi
- Batallón de Infantería Motorizada Separado en Merke
- 6.ª Brigada Mecanizada en Shymkent
- Regimiento Separado de Montaña-Cazador
- 40.ª Base Militar de Otar
- 12.ª Brigada Mecanizada
- 54.ª Brigada de Artillería de Guardias
- 23.ª Brigada de Ingenieros
- Centro de Entrenamiento de las Fuerzas Terrestres nombrado en honor a Karasai Batyr
- 221.ª Brigada de Comunicaciones Separada en Taraz
- 232.ª Brigada de Ingenieros en Kapchagai

El comando ha tenido los siguientes comandantes:
- General Uali Elamanov (2003—2004)
- General Bakhtiyar Syzdykov (2004—2007)
- General Bulat Darbekov (2007—2008)
- General Alikhan Dzharbulov (2008–?)
- General de Brigada Talgat Koibakov (2012–2016)
- General de Brigada Marat Khusainov (2016–2019)
- General de Brigada Kaidar Karakulov (desde 2019)

### Fuerzas de asalto aéreo
Las Fuerzas de Asalto Aéreo de Kazajistán se formaron agrupando la 35.ª Brigada de Asalto Aéreo de Guardias (que llegó de Alemania en abril de 1991 y fue tomada por Kazajistán en 1992) con nuevas brigadas formadas a partir de unidades soviéticas anteriores. En octubre de 2003, se formó la 36.ª Brigada de Asalto Aéreo Separada sobre la base de la 2.ª Brigada de Infantería Motorizada. Sobre la base del Regimiento de Infantería Motorizada de Taldykorgan, en abril de 2003 se formó la 37.ª Brigada de Asalto Aéreo Separada. La 38.ª Brigada de Asalto Aéreo también es conocida como la Brigada de Mantenimiento de la Paz KAZBRIG y recibió su nombre actual en 2007.
Las Fuerzas Aéreas Móviles consisten en las siguientes unidades:
- 35.ª Brigada de Asalto Aéreo de Guardias (Kapshagai)
- 36.ª Brigada de Asalto Aéreo (Nur-Sultán)
- 37.ª Brigada de Asalto Aéreo (Taldykorgan)
- 38.ª Brigada de Asalto Aéreo[17]

### Fuerzas de Artillería
Las Fuerzas de Artillería y Misiles de Kazajistán se formaron en 1992 sobre la base del cuartel general de las Fuerzas de Misiles y Artillería del Distrito Militar de Asia Central de las Fuerzas Armadas Soviéticas. Al principio, formaban parte estructuralmente de las Fuerzas Especiales del Ministerio de Defensa, y luego de las Fuerzas de Propósito General. Desde 2003, operan como una rama separada de las fuerzas armadas bajo las Fuerzas Terrestres. Las unidades y subunidades están equipadas con todos los tipos necesarios de sistemas de misiles y artillería de calibre de 82 a 300 mm.
El Departamento de Artillería ha estado funcionando en el Instituto Militar de las Fuerzas Terrestres desde 1993, que gradúa anualmente hasta 60 oficiales artilleros. En 2014, sobre la base de la Universidad Nacional de Defensa, se creó el Departamento de Fuerzas de Misiles y Artillería. Los oficiales profesionales de este perfil también se forman en la Academia Militar de Artillería Mikhailovskaya en San Petersburgo. Además, las fuerzas se complementan con graduados de los departamentos militares de la Universidad Técnica Estatal de Karaganda y la Universidad Satbayev de Almaty. En 1998, en el campo de entrenamiento de Matybulak, se lanzaron tres misiles tácticos Tochka-U, el lanzamiento del primer cohete lo llevó a cabo el presidente Nazarbayev. En 2002, en el campo de entrenamiento de Saryshagan, se llevaron a cabo ejercicios operativo-tácticos de las Fuerzas de Misiles y Artillería "Escudo de la Madre Patria".
El comandante actual es el Coronel Askar Zholamanov. El 19 de noviembre se celebra como el Día de las Fuerzas de Misiles y Artillería.